# Ондалснес
Ондалснес (норв. Åndalsnes) — город в Норвегии. Расположен в фюльке (губернии) Мёре-ог-Ромсдал. Административный центр коммуны Рёума. Численность населения по состоянию на 1 января 2011 г. составляла 2231 человек. 

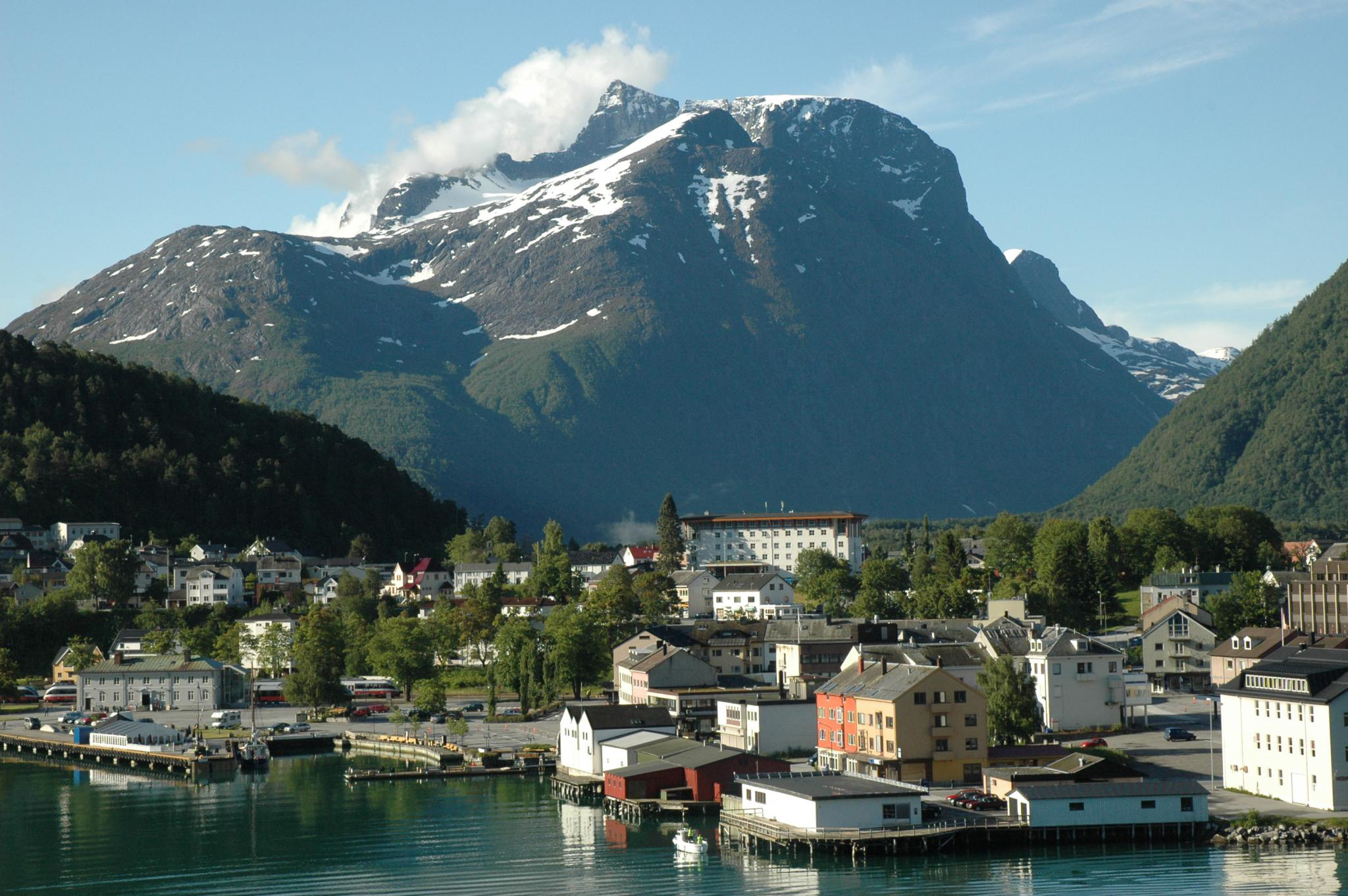
Вид на Ондалснес с моря

## Достопримечательности
В Ондалснесе заканчивается Лестница троллей, отрезок норвежской национальной дороги RV63, проложенный в чрезвычайно сложных условиях местности и представляющий собой образец инженерного искусства.

## История
После вторжения нацистов в Норвегию в апреле 1940 года британские войска высадились в Ондалснесе с целью продвижения к Тронхейму. Ввиду отсутствия поддержки с воздуха британцам пришлось эвакуироваться в мае 1940 года.